# Lisa Scheenaard
Lisa Scheenaard (n. 5 septembrie 1988, Weert, Limburg, Țările de Jos) este o canotoare ce a reprezentat Regatul Țărilor de Jos, medaliată olimpică. A participat la 2 ediții ale Jocurilor Olimpice (2020, 2024) în care a câștigat o medalie de bronz.